# Varronia polystachya
Varronia polystachya är en strävbladig växtart som först beskrevs av Humb., Bonpl. och Kunth, och fick sitt nu gällande namn av A. Borhidi. Varronia polystachya ingår i släktet Varronia och familjen strävbladiga växter. Inga underarter finns listade i Catalogue of Life.